# Яндекс Драйв
Яндекс Драйв — российская компания, сервис каршеринга. К концу первого квартала 2024 года автопарк «Яндекс Драйва» составляет более 16,9 тысяч машин.
«Яндекс Драйв» стал для «Яндекса» вторым проектом в области каршеринга. В мае 2017 года «Яндекс» начал тестировать, а в августе официально запустил приложение «Яндекс Каршеринг», которое отображало на карте города расположение 2,2 тысяч автомобилей каршеринговых служб Москвы и Санкт-Петербурга и машин сервиса GreenGo в Будапеште, Венгрия. Сервис был закрыт в ноябре 2017 из-за невозможности ввести функцию бронирования автомобилей, поскольку сервисы каршеринга отказывались предоставлять необходимые данные.
Осенью 2017 года менеджер по продукту «Яндекс Карт» Антон Рязанов предложил руководству компании запустить собственный каршеринг. Рязанов изучил рынок, проработал бизнес-модель и презентовал проект операционному директору «Яндекса» Грегори Абовски, основателю и президенту Аркадию Воложу и генеральному директору Александру Шульгину. Особенностью концепции было использование системы «Яндекс.Авто», которая синхронизировала информацию о часто используемых адресах пользователя для навигатора и музыкальные предпочтения для стриминговых сервисов.
Официальный анонс «Яндекс Драйва» состоялся в середине декабря 2017 года, а 21 февраля 2018 года сервис начал работу в Москве с автопарком из 750 машин Kia Rio, Kia Rio X-Line и Renault Kaptur. «Драйв» изначально запустился с больши́м автопарком и первым среди российских сервисов предложил пользователям динамическое ценообразование, учитывающее спрос на машины и ситуацию на дороге.
Рынок каршеринга быстро отреагировал на появление «Драйва»: другие каршеринговые сервисы пересмотрели цены, условия аренды, расширили зоны обслуживания и начали объединяться. Так, для конкуренции с «Драйвом» в марте 2018 года YouDrive перезапустил своё приложение в формате агрегатора собственных и сторонних услуг каршеринга и начал привлекать инвесторов для запуска каршерингов в регионах, а в мае «Делимобиль» купил первый московский каршеринг Anytime.
17 декабря 2018 года «Драйв» запустился в Санкт-Петербурге с автопарком из 750 машин, 27 мая 2019 года каршеринг заработал в Казани, 3 июля 2020 года — в Сочи.
В октябре 2024 года «Яндекс Драйв» предоставил возможность выкупа автомобиля после оформления долгосрочной аренды в Москве и Санкт-Петербурге. 

## География и автопарк

### Москва
На момент запуска в Москве автопарк «Яндекс Драйва» включал 750 автомобилей Kia Rio, Kia Rio X-Line и Renault Kaptur, предоставленных в операционный лизинг компанией Major Profi. В мае 2018 года парк «Драйва» пополнился 500 автомобилями бизнес-класса и представительского класса: бо́льшую часть обновления составили седаны Mercedes-Benz E-класса и BMW 5, а также были представлены 10 кроссоверов Porsche Macan и 2 полноприводных купе Porsche 911 Carrera 4S. «Драйв» стал первым каршерингом, который предложил автомобили такого уровня на постоянной основе. В начале июня 2018 в автопарке появились Škoda Octavia и Škoda Rapid, а в конце месяца — Audi A3 и Audi Q3. В августе «Драйв» предложил пользователям 300 полноприводных автомобилей бизнес-класса Genesis G70 и автомобили Volkswagen Polo. В декабре 2018 автопарк «Яндекс Драйва» пополнился 50 автомобилями Citroën Jumpy с грузоподъёмностью 1,2 тонны.

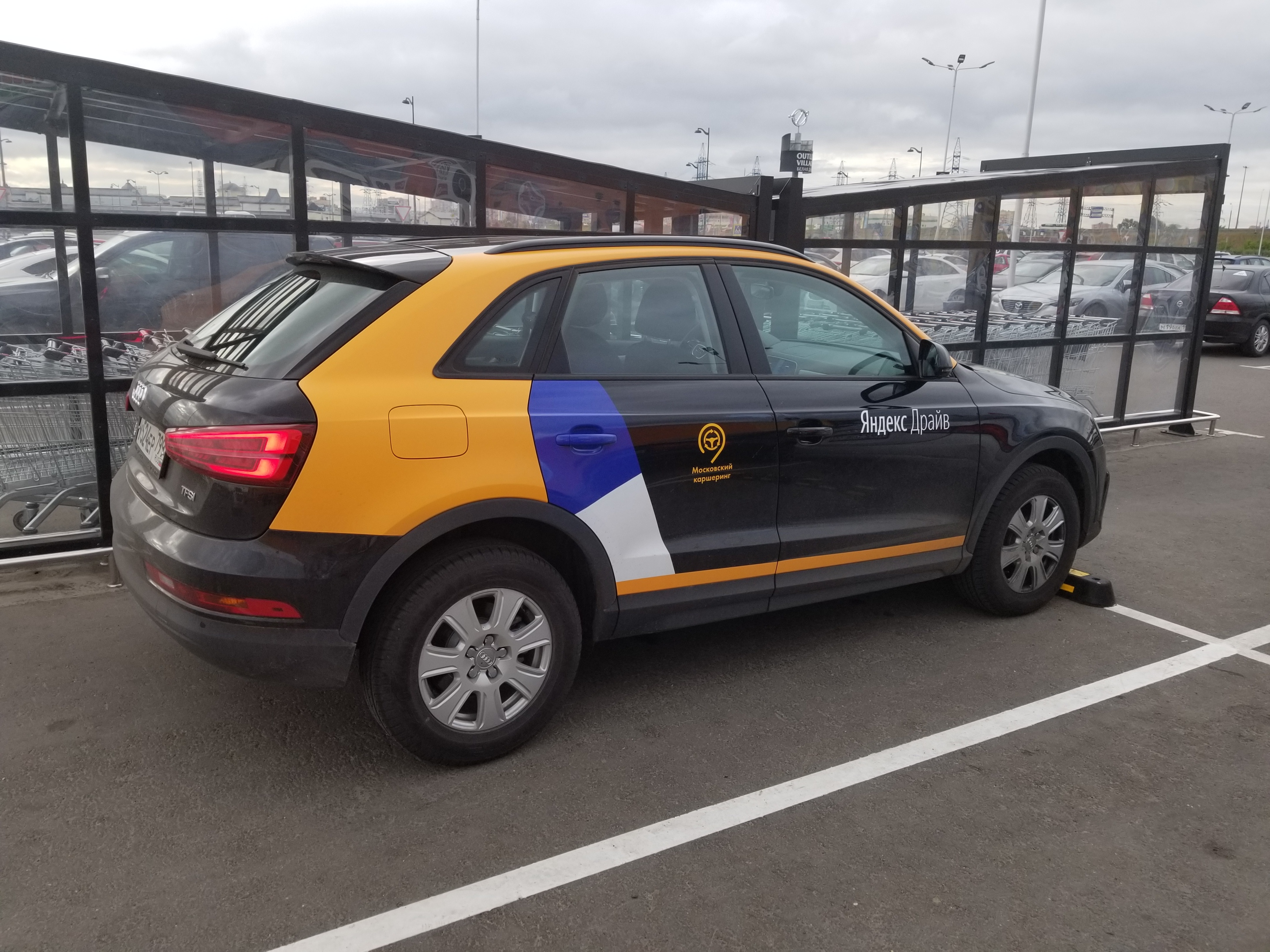
Audi Q3 в Котельниках

В сентябре 2018 года «Драйв» нарастил парк арендных машин в Москве с 3,2 тысяч машин до 4,3 тысяч, став крупнейшим по величине автопарка каршерингом в России. Компания также отметила, что стала вторым по величине каршерингом в Европе, уступая по числу машин только объединённой компании DriveNow и car2go. К декабрю автопарк вырос до 6,5 тысяч машин.
В Москве на 2018 год «Яндекс Драйв» позволял перемещаться по территории города и области, а также совершать поездки в популярные места для отдыха за пределами региона — деревню Никола-Ленивец в Дзержинском районе Калужской области, город Конаково на берегу Иваньковского водохранилища в Тверской области и загородный отель «Болотов. Дача» в Тульской области.
По данным исследования российского рынка каршеринга, проведённого аналитиками JPMorgan Chase, «Яндекс Драйв» на август 2018 года был самым эффективным каршеринговым сервисом в Москве. По статистике, при том, что автопарк «Драйва» составлял около 20 % московского каршеринга, на него пришлось 42 % ежедневных поездок по столице. Каждая машина «Драйва» совершала в день около 10 поездок, в то время как у конкурентов — менее 4. К середине декабря 2018 года общее число совершённых поездок, по данным компании, достигло 9 миллионов.

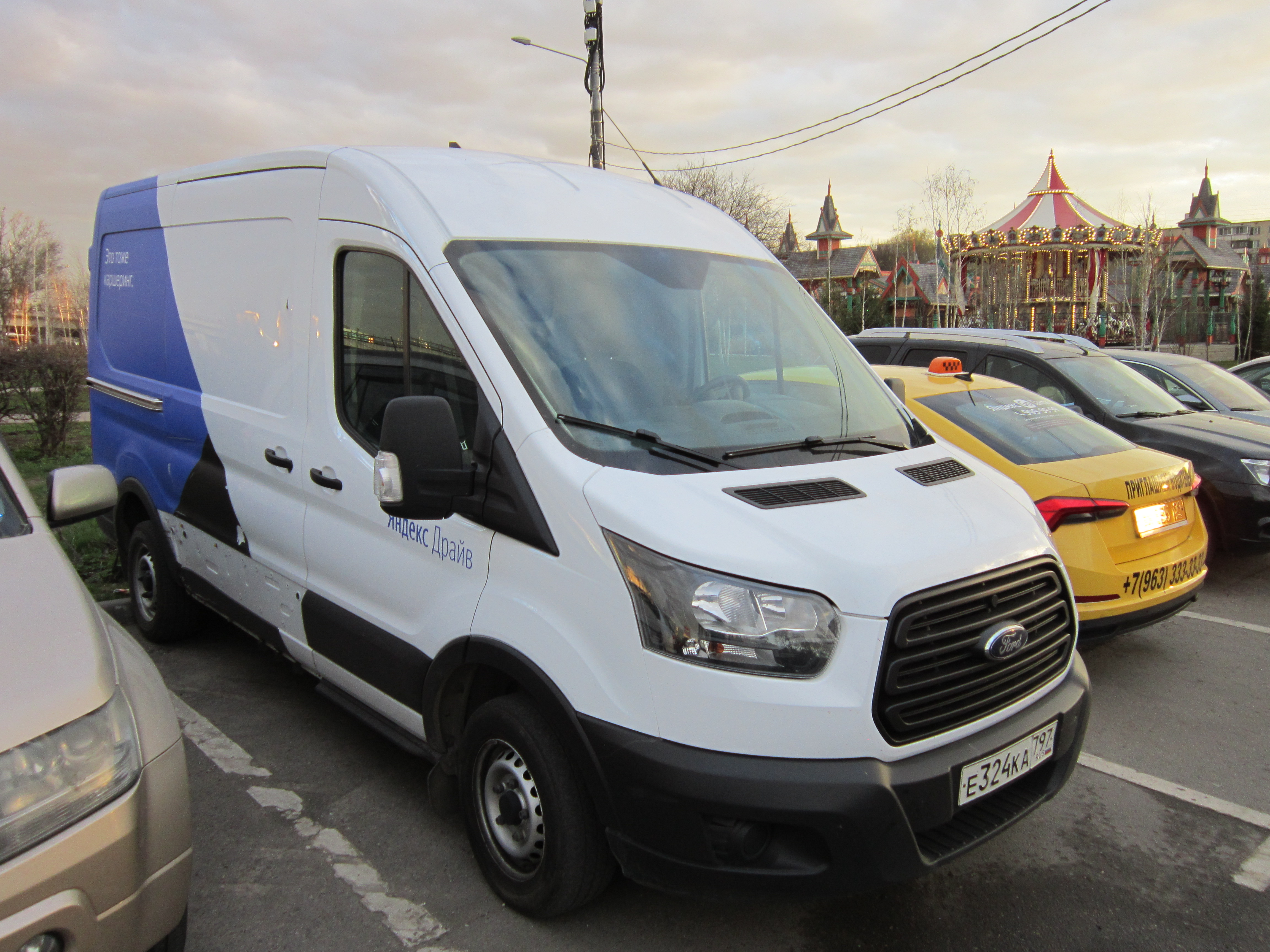
Ford Transit на парковке в Москве

В 2019 году «Яндекс Драйв» пополнил свой автопарк грузовыми автомобилями Ford Transit, Peugeot Expert, Volkswagen Transporter, Volkswagen Kombi и пассажирским фургоном Volkswagen Caravelle. Все грузовые автомобили разные по габаритам. Тогда же добавились новые модели легковых автомобилей Audi Q3 Quattro, Range Rover Velar, Nissan Qashqai, Hyundai Solaris, Hyundai Creta, BMW X1, Ford Mustang 1965 и 1969 года, 30 электромобилей Nissan Leaf, BMW 320. Компания стала второй по счёту в Москве, предоставляющей электромобили, и первой компанией в Москве, добавившей ретро-автомобили Ford Mustang 1965 и 1969 года.
С 2019 года «Яндекс Драйв» начал работу с корпоративными клиентами, а в 2020 году компания запустила автоматизированный личный кабинет для бизнеса.
В 2020 году «Яндекс Драйв» пополнил свой автопарк новым автомобилем Toyota RAV4 и перевёл полисы ОСАГО в электронный вид.

### Санкт-Петербург
17 декабря 2018 года «Яндекс Драйв» запустился в Санкт-Петербурге с автопарком из 750 машин Renault Kaptur, Volkswagen Polo, Škoda Rapid и Audi A3. При этом весь автопарк каршеринга в Петербурге, по данным издания «Трушеринг», на октябрь 2018 года составлял чуть более 1600 машин (против 12,8 тысяч в Москве). В марте 2019 года его пополнили 70 кроссоверов Volvo XC60, в апреле появились фургоны Citroёn Jumpy, Volkswagen Transporter и новые автомобили Mercedes-Benz E200.. Общее число доступных машин к апрелю достигло полутора тысяч. В сентябре 2019 года «Яндекс Драйв» добавил новые автомобили Nissan Qashqai, в октябре — минивэны Volkswagen Caravelle. На конец июня 2020 года автопарк «Яндекс Драйва» в Санкт-Петербурге насчитывает 3500 машин. В феврале 2021 года в Санкт-Петербурге появилась подписка на автомобили.
Из Петербурга можно ездить по всей территории Ленинградской области и Карелии. Взять машину и завершить поездку возможно в пределах КАД, на парковках торговых центров «МЕГА Парнас» и «МЕГА Дыбенко», а также в Муринском городском поселении, Рыбацком, Шушарах и в аэропорту Пулково.

### Казань
24 апреля 2019 года «Яндекс Драйв» открыл регистрацию для пользователей каршеринга в Казани. Официально сервис заработал 27 мая и включал автопарк из нескольких сотен Hyundai Creta, Renault Kaptur, Volkswagen Polo, Škoda Rapid, Mercedes E-Class и грузовых фургонов Volkswagen. В октябре 2019 года компания добавила новые Genesis G70. «Яндекс Драйв» позволяет выезжать за пределы города, в том числе ездить в Чебоксары, Арск, Балтаси, Тетюши, Болгар, Алексеевское, но сдать автомобиль возможно только в Казани.
1 июня 2022 года «Яндекс Драйв» остановил работу в Казани для рядовых пользователей, но продолжил для корпоративных клиентов. Причинами остановки Яндекс назвал невозможность обновить автопарк из-за истекающих лизинговых договоров.
Позднее в телеграм-канале «Яндекс Драйв» появилась информация о перезапуске сервиса в Казани. Сервис вновь начал работу на территории Казани 28 марта 2024 года, привезя в город автомобили марки BelGee X50.

### Сочи
3 июля 2020 года компания «Яндекс Драйв» запущена в Сочи. Автопарк состоит из кроссоверов Hyundai Creta, оснащённых кондиционерами, АКПП и системой «Яндекс.Авто». Взять автомобили можно на 1, 2, 3, 5, 7 или 14 дней с последующим продлением аренды, и только с парковки на территории аэропорта. В тарифы включена стоимость бензина, а также Каско и мойка. Ездить на автомобилях можно будет по территории всех курортов Краснодарского края. По завершении аренды машину необходимо будет вернуть на парковку аэропорта Сочи. Бронировать автомобили можно заранее, для них будет доступна функция удаленного охлаждения. А еще можно будет арендовать автомобиль в Москве и поехать в Сочи. Но когда надо завершить аренду, то надо будет автомобиль вернуть в Москву. Завершить аренду в Сочи нельзя.

## Принципы работы

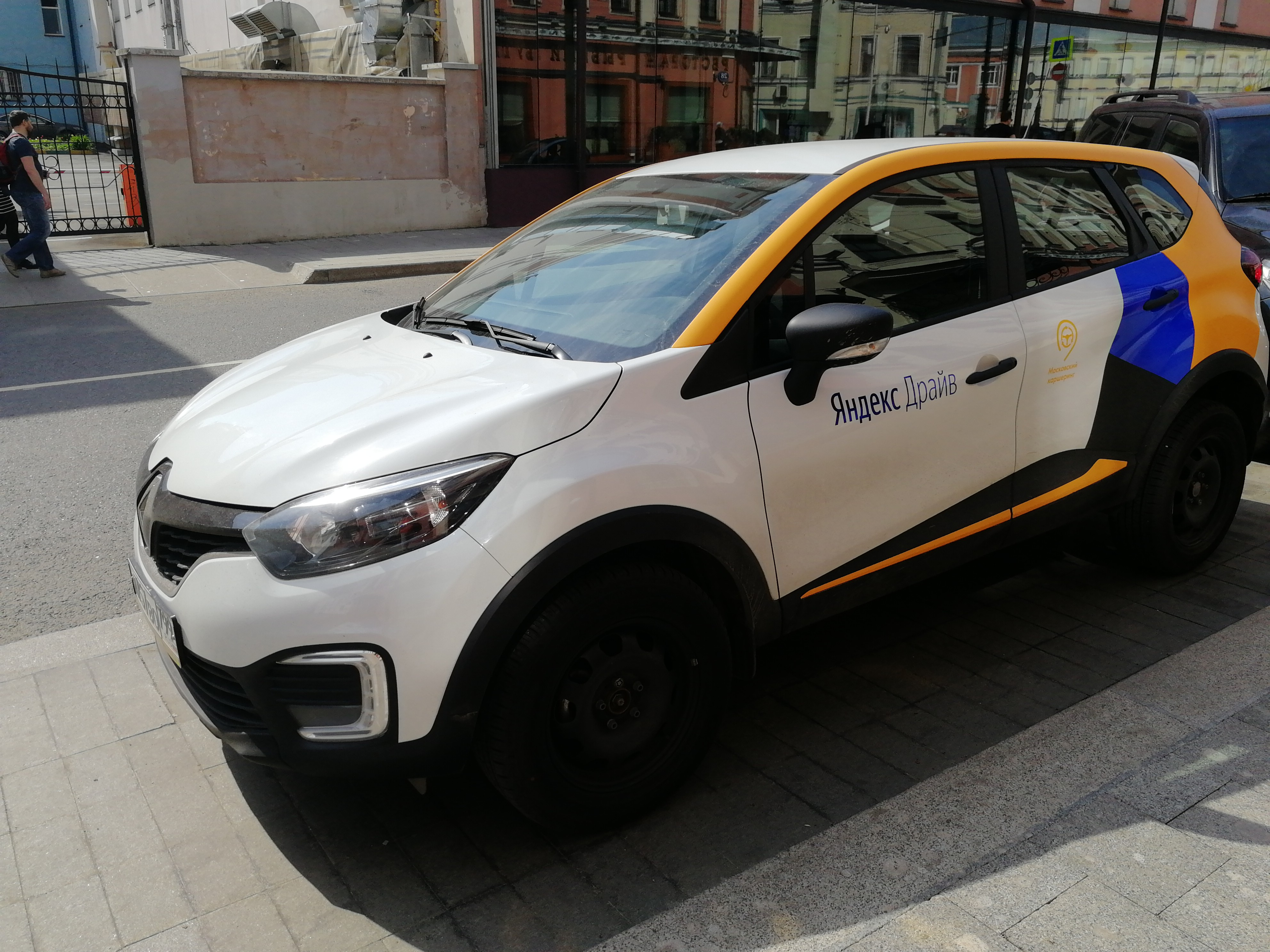
Renault Kaptur на парковке в Москве

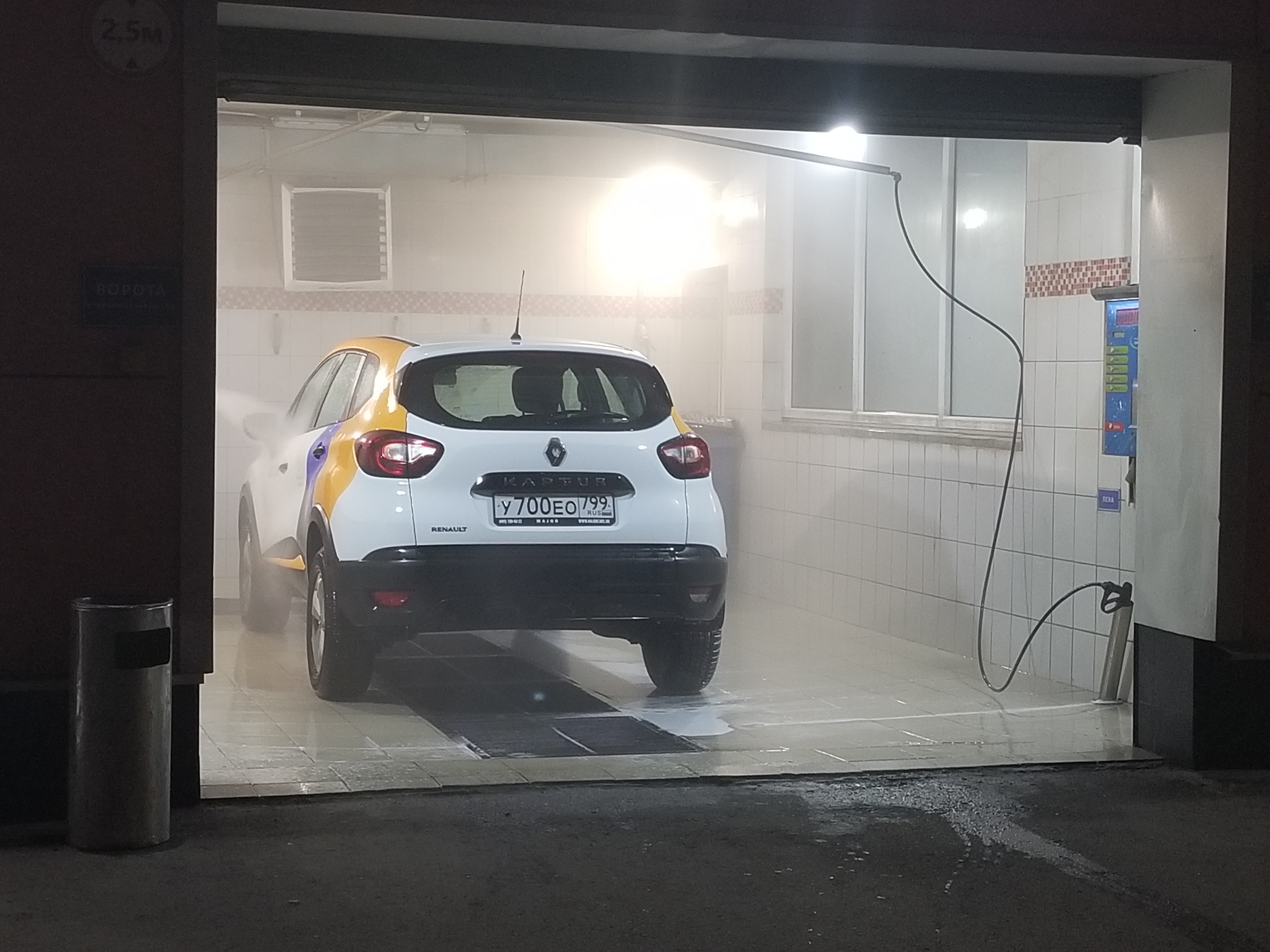
Мойка автомобиля Renault Kaptur на улице Кирова в Люберцах

«Яндекс Драйв» работает через приложение, установленное на смартфоне. Основной экран «Яндекс Драйва» — карта с указанием свободных автомобилей поблизости. Для каждого указано время в пути, возможность дистанционного запуска прогрева или охлаждения машины, количество топлива в баке и действующий тариф. После бронирования приложение строит пешеходный маршрут до авто и предоставляет пользователю время на дорогу, проверку наличия документов и осмотр машины на наличие повреждений. В Москве зона завершения поездки включает столицу в пределах МКАДа, Химки, Митино, Красногорск, Северное Бутово, Южное Бутово, Выхино-Жулебино, Новокосино, Люберцы, Реутов, Мытищи, Одинцово, Ново-Переделкино, и аэропорты Шереметьево (с февраля 2018), Внуково (с июля 2018), Домодедово (с декабря 2018). Пользователь может оставить машину в любой точке, где разрешена парковка, за исключением закрытых и подземных парковок, территорий с ограниченным доступом и мест, где нет покрытия сотовой связи и беспроводного интернета.
В ноябре 2018 года машины «Яндекс Драйва», благодаря системе «Яндекс Авто», научились узнавать водителей и применять их личные настройки в разных автомобилях: после посадки в машину не нужно вводить логин и пароль, вместо этого «Яндекс Авто» приветствует водителя по имени, загружает избранные точки и включает персонализированное радио.
Уровень чистоты автомобиля определяет специально разработанный алгоритм назначения мойки. Он исходит из множества параметров, включая погодные условия, время года, пройденное расстояние, время в аренде, дата последней мойки и количество пользователей после неё. Получив сигнал специального сервисного приложения, загрязнённую машину отвозят на ближайшую мойку партнёры-мойщики.
Схожий алгоритм существует для заправки: поступившая с датчиков информация определяет задания на пополнение бака ближайшим заправщикам, учитывая марку бензина, уровень топлива в машине и текущую загруженность бензовоза. Данные о повреждениях могут изменить статус машины с активного на сервисный, и на карте она отображаться не будет. Существует также робот, следящий за датчиками машин, и передающий сигналы сразу в сервисные службы. Подозрительные сигналы (например, о слишком долго открытых дверях или движении машины) передаются в службу поддержки. Она может уточнить у пользователя, что именно произошло, и в случае необходимости направить к технику.

## Тарифы
«Яндекс Драйв» стал первой в России службой каршеринга, которая использовала динамическое ценообразование. Стоимость минут поездки рассчитывается алгоритмом в зависимости от дорожной ситуации и спроса на автомобили. Благодаря этому, утверждает компания, в спокойные часы поездка обойдётся дешевле, а в час пик пользователю будет легче найти свободный автомобиль.
В перспективе компания планировала ввести поездки с фиксированной стоимостью для пользователей, которые указывают начальную и конечную точку маршрута при бронировании машины. Это позволит компании внедрить «цепочки заказов» по схожему с «Яндекс.Такси» принципу и сократить время простоя автомобилей, а для пользователей обернётся сниженной стоимостью поездок в районы с высоким спросом на каршеринг.

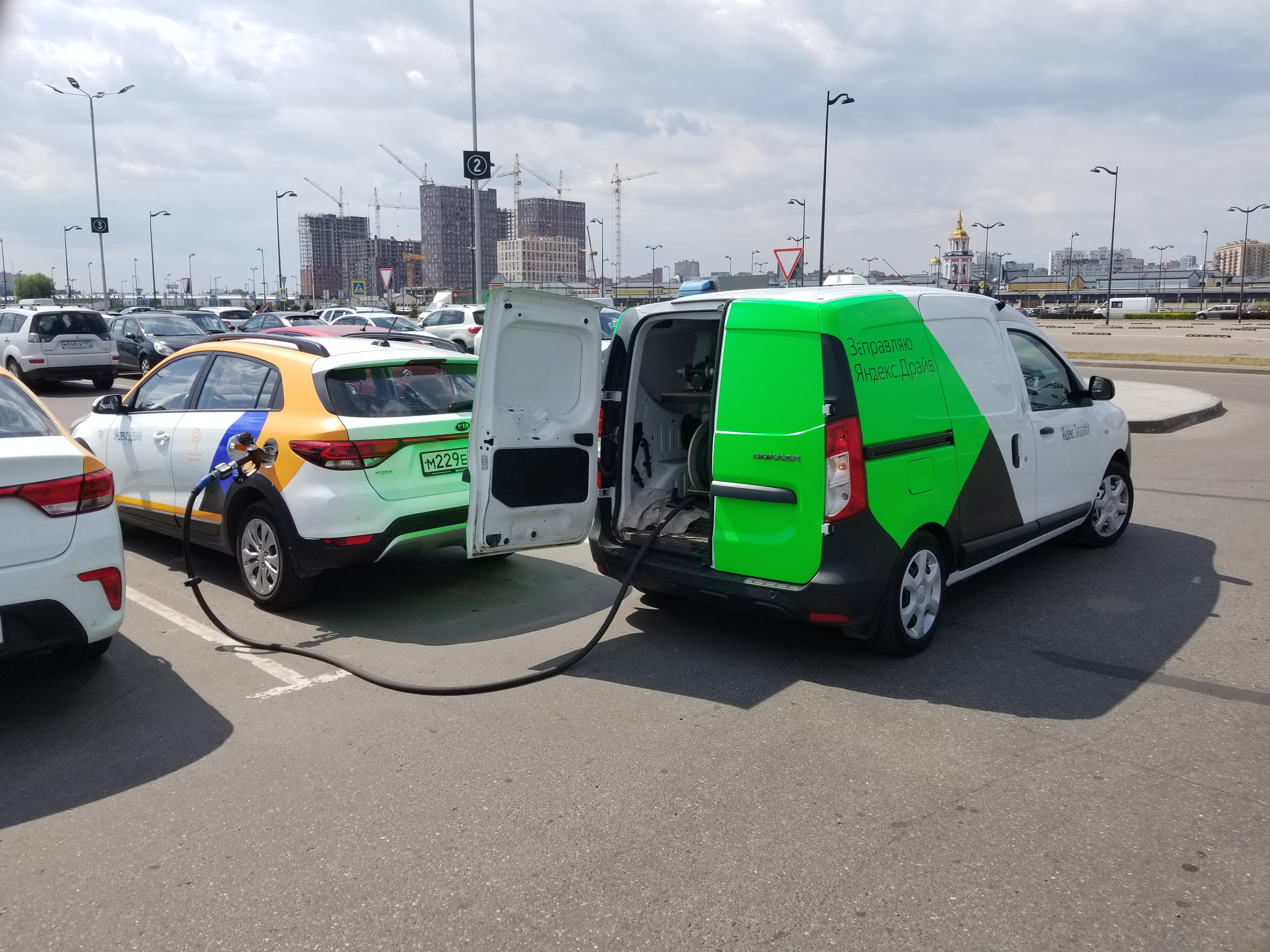
Заправка с помощью мобильной АЗС на парковке рядом с торговым центром «Глобус» в Котельниках

Стоимость поездки в «Яндекс Драйве» уже включает муниципальную парковку и расход бензина. Сервис позволяет завершить поездку с пустым баком и компенсирует расходы на заправку. В августе 2018 года «Драйв» приобрёл компанию «Топливо в бак», предоставляющую услуги мобильных АЗС. Компания была основана в 2017 году и на момент покупки обслуживала около 3 тысяч индивидуальных клиентов и 30 корпоративных, включая «Драйв». После сделки основатели сервиса перешли на работу в «Драйв» и занялись развитием направления мобильной заправки внутри компании, а работа отдельного приложения «Топливо в бак» была приостановлена.
Все автомобили «Яндекс Драйва» застрахованы по системам ОСАГО на 1,5 миллиона рублей и Каско с полным покрытием, жизнь и здоровье водителя и пассажиров застрахованы на 2 миллиона рублей. В случае ДТП и страховом случае по вине водителя сумма покрытия ограничена 30 тысячами рублей.
«Яндекс Драйв» самостоятельно забирает эвакуированные машины со штрафстоянок, пользователь оплачивает только штраф за неправильную парковку и предусмотренную договором компенсацию.
В апреле 2019 года представитель компании Дмитрий Горчаков сообщил о введении тарифов с фиксированной стоимостью поездки. Указав пункт назначения, пользователь сервиса может узнать стоимость поездки еще до ее начала. Тарифы с фиксированной стоимостью поездки действуют на территории Москвы и Санкт-Петербурга, однако представитель «Яндекс Драйва» заявил о том, что в дальнейшем данными тарифами смогут воспользоваться все желающие.
С 27 марта 2020 года были добавлены тарифы длительной аренды: на два, три, пять или семь дней подряд. Километраж в этом случае оплачивается отдельно.
С апреля 2020 года «Яндекс Драйв» разрешил передавать управление другому водителю. Он может принять руль только через приложение, зарегистрировавшись в «Драйве», и при уже имеющемся доступе к такому же автомобилю. Автомобиль можно передавать с уже выбранным тарифом либо подключить новый.
В октябре 2020 года сервис запустил новый вид подписки — долгосрочную аренду автомобилей. В эту подписку входит плановый техосмотр и шиномонтаж, расширенная страховка КАСКО, ОСАГО, страхование жизни. Плата по подписке списывается в графику выбранному пользователем: раз в неделю, в ежемесячно или единоразово полностью.

## Безопасность
«Яндекс Драйв» первым на рынке предложил универсальную систему идентификации и верификации пользователей в форме диалога с роботом в мобильном приложении. Необходимые документы — паспорт и водительское удостоверение — обрабатываются в виде фотографий. Для идентификации личности пользователь также обязан прислать собственную фотографию с паспортом. Затем указываются данные банковской карты. Принятие решения о регистрации и допуске к классам автомобилей занимает от 20 минут до нескольких дней. Основные требования к водителям — возраст не менее 21 года и водительский стаж категории «В» от двух лет. Доступ к автомобилям Audi, BMW, Ford Mustang, Genesis, Mercedes, Nissan LEAF, Toyota, Volvo открывается с 26 лет при водительском стаже категории «В» от шести лет.
В сервисе введена двухфакторная авторизация — в случае смены устройства на номер, который был указан при регистрации, приходит запрос о подтверждении. В том случае, если алгоритм заподозрил, что за рулем — не тот водитель, который указан в профиле, приложение запрашивает селфи пользователя, без которого невозможно начать аренду.
«Яндекс Драйв» использует систему автоматического мониторинга скорости и контроля за стилем вождения пользователей. Каждая поездка анализируется в режиме реального времени. К агрессивной манере вождения относятся регулярные резкие старты и торможения. Система также фиксирует местоположение машины и ее ускорение, сверяя затем фактическую скорость с разрешенной на конкретном участке. С августа 2020 года «Яндекс Драйв» начал предупреждать пользователей о превышении скорости на 10 км/ч от разрешённой, чтобы предотвратить более серьезные нарушения скоростного режима, которые могут привести к ДТП. В случае регулярного превышения пользователю приходит соответствующее сообщение, независимо от того, приводит это к штрафу или нет. Если риск попадания в дорожно-транспортное происшествие слишком высок, пользователю приходит предупреждение, которое может сопровождаться ограничением доступа к сервису на несколько дней. Руководство сервиса уверяет, что в 95 % случаев после получения предупреждения манера вождения становится более аккуратной. Водитель может получить окончательный запрет на услуги после последовательного отключения доступа к автомобилям, от высокого класса к низшему, с возможностью реабилитации на каждом этапе.
В июне 2021 года в сервисе появился раздел «Профиль вождения». Система сервиса анализирует стиль вождения пользователя и показывает ему визуальную шкалу, отражающую степень агрессивности водителя, чем более заполнена шкала, тем дороже становится стоимость поездок. Также в этом разделе показываются советы как избежать заполнения шкалы. В мае 2022 года Яндекс Драйв обновил этот раздел. В разделе показываются все статусы, от которых зависят условия использования сервиса, а аккуратные водители получают кэшбэк 10 % с поездок баллами Яндекс Плюса.
Перед выводом в город новые машины сервиса тестируются техническими специалистами. По заранее заданному списку они инициируют набор команд, которые проверяют корректность работы установленного оборудования. В результате выносится решение о готовности к запуску в город. Все процессы автоматизированы, благодаря чему допуск к сервису можно получить в любое время.
Детскими креслами оборудовано несколько сотен машин. Такие машины можно найти по фильтру «Детское кресло» в приложении. Кресла предназначены для детей от 9 месяцев до 12 лет. Они закрепляются на одном из задних сидений с помощью крепления Isofix.
Во время пандемии COVID-19 усилились меры дезинфекции для клиентов. В соответствии с рекомендациями Роспотребнадзора, во время каждой мойки производится обработка руля, кресел, ручек, приборных панелей и всех видимых поверхностей антисептическими средствами, а в салонах поместили спиртовые салфетки для индивидуального использования клиентами. Дополнительные выездные бригады следят за соблюдением санитарных норм на местах.
13 апреля 2020 года в Москве и Санкт-Петербурге были введены ограничительные меры, в ходе которых пользование сервисом каршеринга было запрещено. 25 мая ограничения были частично сняты: минимальный срок аренды составлял 5 дней. Окончательно вернуться к нормальному режиму работы в Москве смогли 10 июня, в Санкт-Петербурге — 25 июня. Машины продолжают дезинфицировать на постоянной основе.

## Компания
Юридическое лицо сервиса, общество с ограниченной ответственностью «Яндекс. Драйв», было внесено в Единый государственный реестр юридических лиц 1 декабря 2017 года. С момента регистрации пост генерального директора занимал Антон Рязанов. В мае 2022 года пост гендиректора занял Алексей Николаев. 3 апреля 2020 года «Яндекс» выделил каршеринговый сервис в отдельную структуру — ООО «Яндекс Каршеринг». 100%-ным владельцем выступает головная структура интернет-компании Yandex N.V.
«Яндекс» не раскрывал финансовые показатели «Драйва», но отмечал рост выручки сервиса в отчётности за II и III кварталы 2018 года.
В 2023 году Сергей Ковалёв был назначен генеральным директором компании в 2023 году. Его предшественник, Андрей Николаев, продолжил работу в компании.

## Критика и инциденты
Запуск рекламной кампании сервиса начался со скандала с Казанским цирком, который привёл к разбирательству в антимонопольных органах по поводу добросовестности рекламы. В распространённой в сети рекламе логотипы «Яндекс Драйва» были подмонтированы в графическом редакторе к зданию Казанского цирка, которое является объектом культурного наследия, и размещение наружной рекламы на котором, в связи с этим, запрещено. В своей жалобе, поданной в ФАС Татарстана, Казанский цирк заявил, что распространённая реклама может создать у сторонних пользователей ощущение, что рекламные конструкции размещены на здании физически, в нарушение закона, и, таким способом, нанести ущерб деловой репутации цирка. По мнению юристов цирка, в связи с этим, рекламу следует признать недобросовестной. Эксперты ФАС первоначально поддержали позицию цирка, но позднее ФАС встала на позицию «Яндекс Драйва», указав, что создание подобной рекламы является законным.
Негативная критика со стороны пользователей также касается частых, иногда необоснованных блокировок и предупреждений о нарушениях. Например, пересечение разметки, несоблюдение требования знака или превышение скорости на небольшие значения. Специалисты каршеринга уверяют, что системы телематики работают безошибочно и им нет смысла блокировать клиента просто так. По их утверждениям, сервис идет на блокировку только в случае потенциальной опасности для своего имущества — повреждения автомобиля при агрессивной эксплуатации.